# Universidade Estadual do Ceará
A Universidade Estadual do Ceará (UECE) é uma universidade pública brasileira, com atuação em ensino, pesquisa e extensão e considerada uma das melhores universidades estaduais do norte, nordeste e centro-oeste. 

## História
Criada pelo Decreto no 11.233 de 10 de março de 1975, a  UECE é uma instituição de ensino superior constituída na forma de fundação de direito público. Dotada de uma rede multicampi, a UECE foi pioneira em interiorização do ensino superior no estado do Ceará. A universidade atua em ensino, pesquisa e extensão objetivando a formação de profissionais e a produção científica para o atendimento das demandas sociais e profissionais do Estado e da Região. 
Além disso, a universidade detém equipamentos de saúde de relevância, possuindo o maior hospital do estado instalado em seu campus, o Hospital Universitário do Ceará e o maior hospital veterinário da região, o Hospital Veterinário Professor Sylvio Barbosa Cardoso. A instituição é mantida pela Fundação Universidade Estadual do Ceará (FUNECE), sendo uma das três universidades públicas do estado do Ceará, ao lado da Universidade Estadual Vale do Acaraú (UVA) e da Universidade Regional do Cariri (URCA).
Criada em 1975, a partir de institutos de ensino superior isolados que existiam em várias regiões do Estado, a UECE tem atualmente cerca de 19 mil estudantes e 1.000 professores espalhados por 12 centros e faculdades, que oferecem 77 cursos de graduação presenciais e a distância, 29 mestrados, 15 doutorados, 154 grupos de pesquisa atuantes em 138 laboratórios e 57 projetos de extensão.
Seu principal campus é o Campus Itaperi, que está localizado no bairro do Itaperi, na cidade de Fortaleza. A universidade conta ainda com campi no Bairro de Fátima e 25 de março, em Fortaleza, e nas cidades de Mombaça, Limoeiro do Norte, Itapipoca, Tauá, Crateús, Quixadá, Quixeramobim, Canindé, Aracati, Pacoti, Guaiúba e Iguatu .
Em 2011, a UECE foi a única universidade brasileira citada no Bright Green Book, o Livro Verde do Século XXI, uma parceria entre o Conselho Euro-Brasileiro de Desenvolvimento Sustentável (EUBRA) e a ONU-Habitat. .
Em 2013, foi a instituição cearense de ensino superior com melhor avaliação no Exame Nacional de Desempenho de Estudantes (Enade). Além disso, os cursos de Administração, Psicologia e Ciências Contábeis figuraram entre os melhores do país.
No Ranking Universitário da Folha de S.Paulo (RUF) de 2018, foi classificada na 57ª posição, entre as universidades brasileiras.
Em 2021 a Times Higher Education (THE) publicou o The Impact Rankings  e o Latin America University Rankings, segundo os quais, no critério "Educação de Qualidade", a UECE ficou em 92º lugar, no mundo, e em 4º lugar, no Brasil.

## Reitores[10]
| Reitor                                  | Formação             | Período     |
| --------------------------------------- | -------------------- | ----------- |
| Antônio Martins Filho                   | Direito              | 1975 a 1977 |
| Danísio Dalton da Rocha                 | Medicina             | 1977 a 1981 |
| Padre Luiz Moreira                      | Filosofia e Teologia | 1981 a 1984 |
| Cláudio Régis de Lima Quixadá           | Agronomia            | 1984 a 1988 |
| Perípedes Franklin Maia Chaves          | Direito              | 1988 a 1992 |
| Paulo de Melo Jorge Filho               | Direito              | 1992 a 1996 |
| Manassés Claudino Fonteles              | Medicina             | 1996 a 2003 |
| Francisco de Assis Moura Araripe        | Administração        | 2003 a 2004 |
| Jáder Onofre de Moraes                  | Geologia             | 2004 a 2008 |
| Francisco de Assis Moura Araripe        | Administração        | 2008 a 2012 |
| José Jackson Coelho Sampaio             | Medicina             | 2012 a 2020 |
| Josete de Oliveira Castelo Branco Sales | Pedagogia            | 2020 a 2021 |
| Hidelbrando dos Santos Soares           | Geografia            | 2021 -      |

## Estrutura

### Campi
- Fortaleza
  - Campus Itaperi
  - Campus de Fátima - Centro de Humanidades (CH)
  - 25 de março - Centro de Excelência em Empreendedorismo (CESA)
- Interior
  - Itapipoca
  - Crateús
  - Limoeiro do Norte
  - Quixadá
  - Iguatu
  - Mombaça
  - Tauá
  - Quixeramobim
  - Canindé
  - Aracati
  - Pacoti - Campus de Educação Ambiental e Ecológica de Pacoti
  - Guaiúba - Fazenda de Experimentação Agropecuária Dr. Esaú de Accioly de Vasconcelos

### Unidades Acadêmicas
- Centros
  - Centro de Educação (CED) - Campus Itaperi
  - Centro de Estudos Sociais Aplicados (CESA) - Campus Itaperi e 25 de Março
  - Centro de Humanidades (CH) - Campus Fátima e Itaperi
  - Centro de Ciências da Saúde (CCS) - Campus Itaperi
  - Centro de Ciências e Tecnologia (CCT) - Campus Itaperi
- Institutos
  - Instituto Superior de Ciências Biomédicas - Campus Itaperi
- Faculdades
  - Faculdade de Veterinária (FAVET) - Campus Itaperi
  - Faculdade de Filosofia Dom Aureliano Matos (FAFIDAM) - Campus em Limoeiro do Norte
  - Faculdade de Educação de Itapipoca (FACEDI) - Campus em Itapipoca
  - Faculdade de Educação e Ciências Integradas de Crateús (FAEC) -  Campus em Crateús

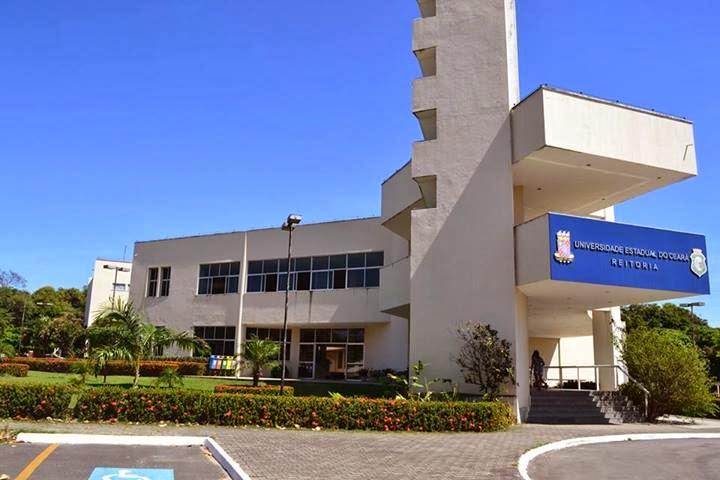
Reitoria da Universidade Estadual do Ceará

  - Faculdade de Educação, Ciências e Letras do Sertão Central (FECLESC) - Campus em Quixadá
  - Faculdade de Educação, Ciências e Letras de Iguatu (FECLI) -  Campus em Iguatu e Mombaça
  - Centro de Educação, Ciências e Tecnologia da Região dos Inhamuns (CECITEC) - Campus em Tauá
  - Faculdade de Ciências da Saúde do Sertão Central (FACISC) -  Campus em Quixeramobim
  - Faculdade de Educação e Ciências Integradas de Canindé (FECISC) - Campus em Canindé
  - Faculdade de Educação e Ciências Integradas do Litoral Leste (FECIL) - Campus em Aracati

### Bibliotecas
- Biblioteca Prof. Antônio Martins Filho - Campus do Itaperi-Fortaleza
- Biblioteca Setorial do CH - Centro de Humanidades - Fortaleza
- Biblioteca Prof. Paulo de Melo Petrola - FACEDI - Faculdade de Educação de Itapipoca
- Biblioteca Cônego Misael Alves de Sousa - FAFIDAM - Faculdade de Filosofia Dom Aureliano Matos
- Biblioteca Setorial da FAEC - Faculdade de Educação e Ciências Integradas de Crateús
- Biblioteca Raquel de Queiroz - FECLESC - Faculdade de Educação,Ciências e Letras do Sertão Central
- Biblioteca Humberto Teixeira - FECLI - Faculdade de Educação de Iguatu
- Biblioteca Setorial do CECITEC - Centro de Educação, Ciências e Tec. da Região dos Inhamuns

### Hospitais e Complexos de Saúde
Em 27 de janeiro de 2021, o então governador do Ceará, Camilo Santana, autorizou o início das obras do Hospital Universitário do Ceará (HUC), o qual será o maior hospital do estado e ficará localizado no Campus do Itaperi se integrando à Universidade Estadual do Ceará de forma profunda seja no aspecto físico, seja no urbanístico ou no acadêmico. 
A universidade tem mais dois hospitais-escola no interior do estado - o Hospital Regional Universitário do Sertão Central, que está ligado ao curso de Medicina da Faculdade de Ciências da Saúde do Sertão Central (FACISC), em Quixeramobim, e o Hospital São Lucas que está ligado ao curso de Medicina da Faculdade de Educação e Ciências Integradas de Crateús (FAEC). Por fim, a universidade tem também o maior hospital veterinário do Norte e Nordeste do Brasil e que está localizado no Campus do Itaperi, em Fortaleza, e é ligado à Faculdade de Veterinária (Favet) .
- Hospital Universitário do Ceará (HUCE) - Campus do Itaperi
- Hospital Regional Universitário do Sertão Central - Campus de Quixeramobim
- Hospital Universitário São Lucas - Campus de Crateús
- Hospital Veterinário Dr. Sylvio Barbosa Cardoso - Campus do Itaperi

## Ingresso
O ingresso nos cursos de graduação da UECE é feito mediante exame vestibular organizado pela própria universidade, por meio da sua Comissão Executiva do Vestibular (CEV). Desde 2018, por exigência de lei estadual, a universidade reserva 50% das vagas ao sistema de cotas sociais e étnico-raciais. Além disso, a partir de 2019, 3% das vagas são destinadas a portadores de deficiência. O vestibular consiste em provas objetivas das disciplinas obrigatórias do ensino médio e uma redação. São 85 questões na primeira fase e 60 questões na segunda, divididas em três disciplinas específicas, e uma redação na segunda fase.

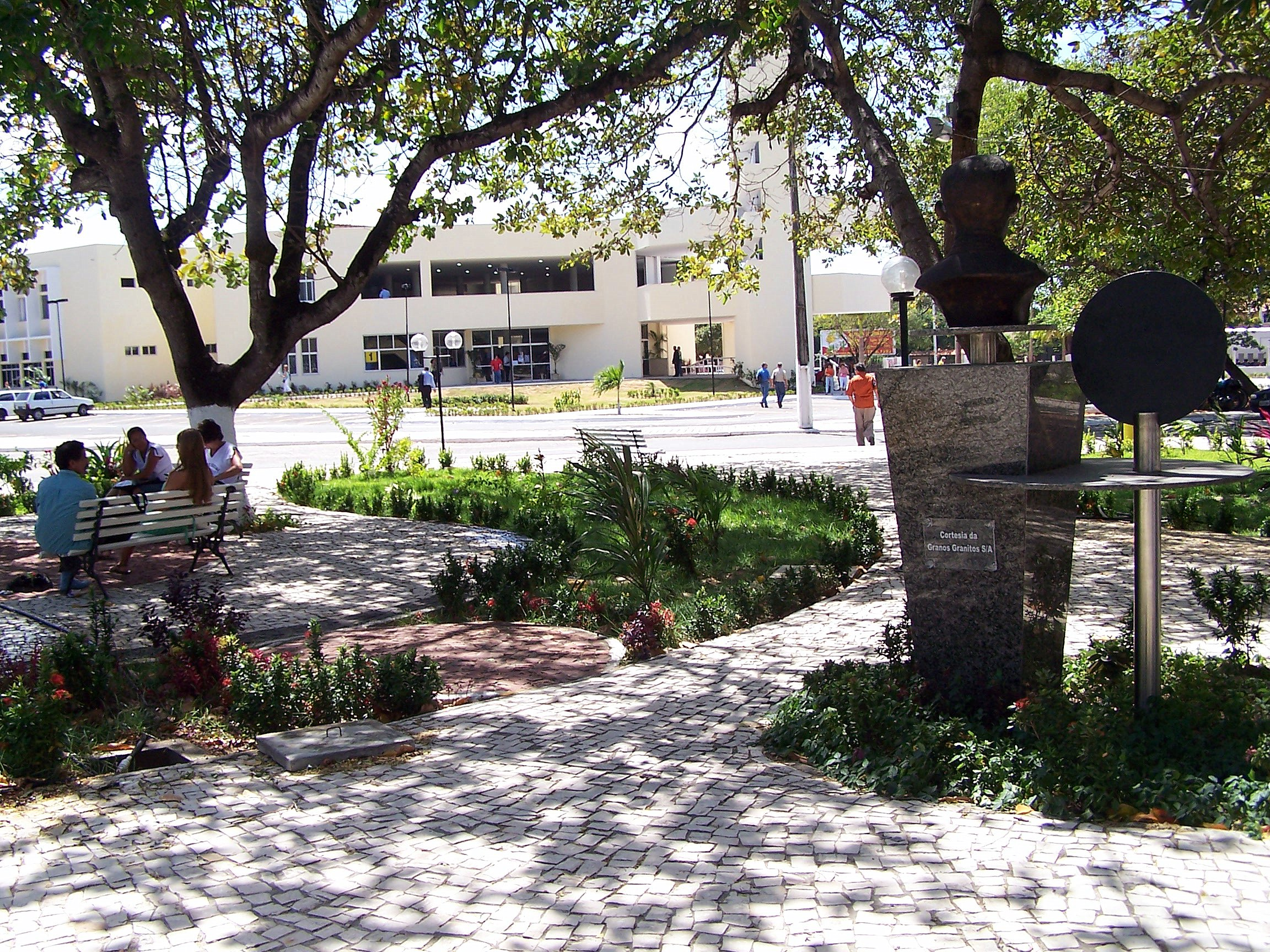
Rotatória e Reitoria, Campus do Itaperi, em Fortaleza.

## Ensino

### Cursos de graduação
Ciências Agrárias
- Medicina Veterinária

Ciências da Saúde
- Educação Física
- Enfermagem
- Medicina
- Nutrição
- Terapia Ocupacional

Ciências Biológicas
- Ciências Biológicas

Ciências Exatas e da Terra
- Ciência da Computação

- Física
- Matemática
- Química
- Sistemas de Informação

Ciências Humanas
- Ciências Sociais
- Licenciatura Intercultural Indígena
- Filosofia
- Geografia
- História
- Pedagogia
- Psicologia

Ciências Sociais Aplicadas
- Administração
- Administração Pública
- Ciências Contábeis
- Direito [13][14]
- Serviço Social

Linguística, Letras e Artes
- Artes Visuais
- Letras
  - Espanhol
  - Francês
  - Inglês
  - Português
  - Português/Literatura
- Música
  - Habilitação em Piano
  - Habilitação em Composição
  - Música Popular/Saxofone
  - Licenciatura

### Cursos de graduação a Distância (SATE)
- Administração Pública
- Artes Visuais
- Ciências Biológicas
- Ciências Contábeis
- Física
- Geografia
- 811 - Licenciatura em Ciência da Computação
- Pedagogia
- Matemática
- Química

### Cursos de Pós-graduação
Doutorados Acadêmicos:
- Administração (PPGA)
- Biotecnologia (RENORBIO)
- Biotecnologia em Saúde Humana e Animal (PPGBiotec)
- Ciência da Computação (PPGCC)
- Ciências Fisiológicas (PPGCF)
- Ciências Naturais (PPGCN)
- Ciências Veterinárias (PPGCV)
- Educação (PPGE)
- Geografia (PROPGEO)
- Cuidados Clínicos em Enfermagem e Saúde (PPCCLIS)
- Linguística Aplicada (POSLA)
- Nutrição e Saúde (PPGNS)
- Políticas Públicas (PPGPP)
- Planejamento e Políticas Públicas (MPPPP)
- Saúde Coletiva (PPSAC)
- Saúde da Família (RENASF)
- Sociologia (PPGS)

Doutorado Profissional:
- Planejamento e Políticas Públicas (DPPPP)

Mestrados Acadêmicos:
- Administração (PPGA)
- Ciência da Computação (PPGCC)
- Ciências Físicas Aplicadas (MACFA)
- Ciências Fisiológicas (PPGCF)
- Ciências Naturais (PPGCN)
- Ciências Veterinárias (PPGCV)
- Cuidados Clínicos em Enfermagem e Saúde (PPCCLIS)
- Educação (PPGE)
- Educação e Ensino (MAIE)
- Filosofia (CMAF)
- Geografia (PROPGEO)
- História (MAHIS)
- História e Letras (MIHL)
- Linguística Aplicada (POSLA)
- Nutrição e Saúde (PPGNS)
- Saúde Pública (CMASP)
- Serviço Social, Trabalho e Questão Social (MASS)
- Sociologia (PPGS)

Mestrados Profissionais:
- Biotecnologia em Saúde Humana e Animal (PPGBiotec)
- Climatologia (MPCLIMATOLOGIA)
- Gestão da Saúde (MEPGES)
- Ensino de Física em Rede Nacional (MNPEF)
- Ensino na Saúde (CMEPES)
- Letras em Rede Nacional (Profletras)
- Matemática em Rede Nacional (Profmat)
- Planejamento e Políticas Públicas (MPPPP)
- Ensino de Biologia em Rede Nacional (PROFBIO)
- Saúde da Família (RENASF)
- Transplantes (MPTransplantes)